# 페카 하비스토

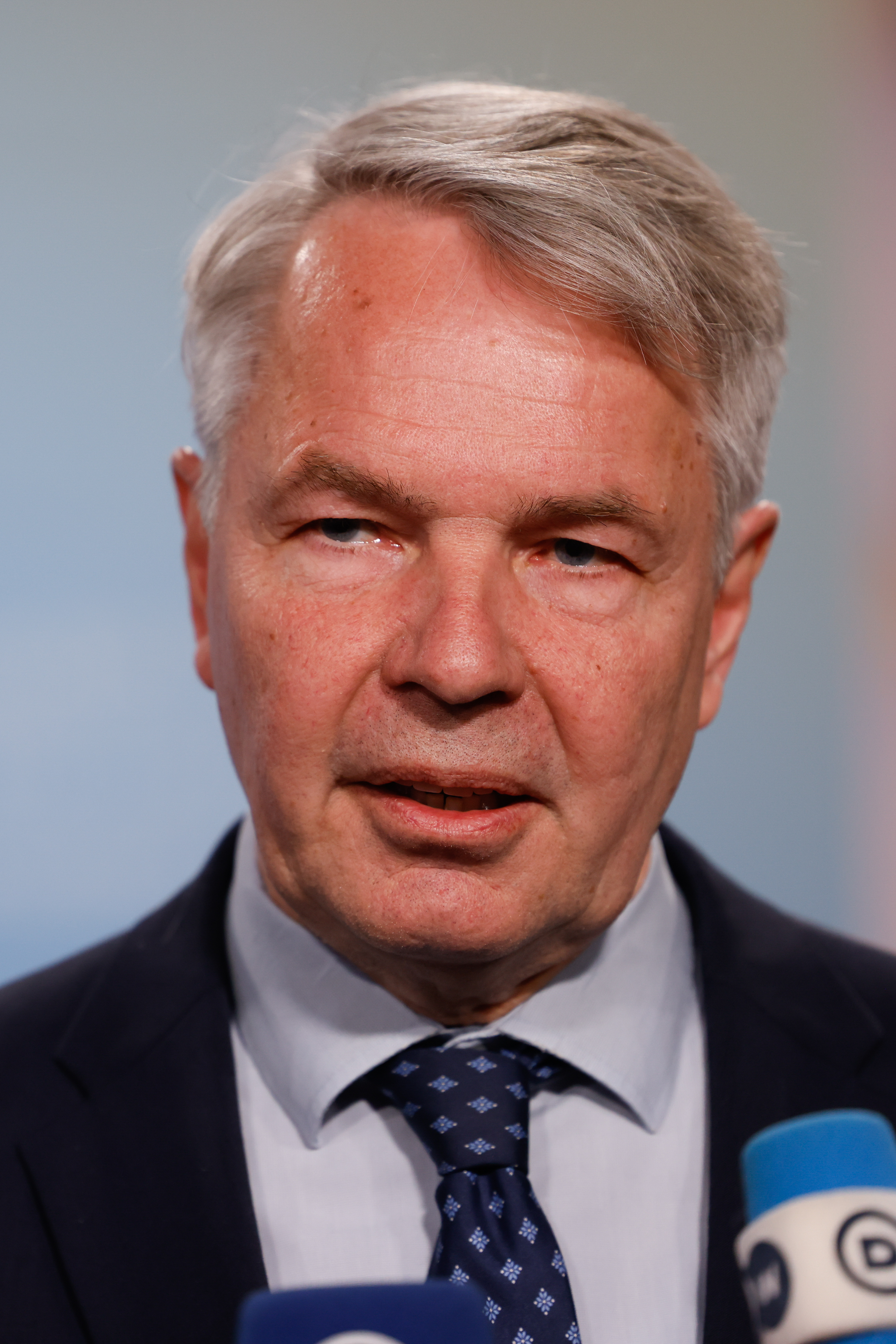
페카 하비스토

페카 올라비 하비스토(핀란드어: Pekka Olavi Haavisto, 1958년 3월 23일 ~ )는 핀란드의 정치인, 장관 및 녹색동맹의 대표이다. 그는 2007년 3월 핀란드 총선거를 통해 12년 만에 핀란드 의회로 복귀했으며 2011년 재선에 성공했다. 2013년 10월 사임한 헤이디 하우탈라의 뒤를 이어 국제개발부 장관으로 임명되었다. 2019년부터 현재까지 핀란드 외무부 장관으로 재직하고 있다.

## 정치 경력
하비스토는 1987년부터 1995년까지 국회의원을 지냈다. 그는 1993년부터 1995년까지 녹색동맹 대표직을 지냈다. 1995년부터 1999년까지 파보 리포넨 1차 내각에서 환경부 장관을 역임했다. 당시 그는 유럽 최초의 녹색당 출신 장관이었다.
1999년부터 2005년까지는 유엔에서 일하며 각종 업무를 도맡았는데, 일례로 그는 코소보, 아프가니스탄, 이라크, 라이베리아, 팔레스타인, 수단에의 유엔 환경 계획 (UNEP) 연구 그룹을 이끌었다. 그는 또한 코소보, 몬테네그로, 세르비아, 보스니아 헤르체고비나에서 감손 우라늄이 미치는 영향에 대한 유엔 조사를 주도했으며, 루마니아 바이아마레 광산 사고 조사에서 UNEP을 대표했다. 2005년 수단의 유럽 연합 특사로 임명되었으며 다르푸르 평화 회담에 참여했다.
2007년과 2011년에 헬싱키 선거구의 국회의원으로 재선출되었다.

### 2012년 대통령 선거
2011년 녹색동맹의 차기 대선 후보로 지명되었다. 2012년 1월 22일에 실시된 2012년 핀란드 대통령 선거 1차 투표에서 18.8%의 득표율로 2위를 차지했으며, 2월 5일 2차 투표에서 100만표 이상 (37.4%)을 얻었으나 국민연합당 후보 사울리 니니스퇴 전 재무장관에게 패했다.
하비스토는 핀란드 최초로 커밍아웃한 게이 후보였으며, 동시에 의무 현역병 출신이 아닌 공익 출신으로서는 처음으로 결선에 진출한 남성 후보였다.

### 2018년 대통령 선거
2017년 2월 1년 뒤에 치러질 대선에 재출마할 것을 선언했다. 이번 결정은 녹색동맹 측에서 하비스토를 수 차례 설득한 끝에 이루어진 것이라고 밝혔다. 하지만 1차 투표에서 니이니스뙤 현 대통령이 과반 득표로 재선에 성공했으며, 하비스토는 6년 전만도 못한 12.4%를 득표해 2위로 낙선했다.

### 당대표로 복귀하다
2018년 10월 토우코 알토 녹색동맹 대표가 우울증과 피로를 이유로 대표에서 사임한다고 발표했다. 마침 2019년 총선이 코앞이라 향후 당의 선거 운동을 지휘할 임시 대표를 필요로 했으며, 이에 따른 조기 전당대회를 치르게 되었다. 당 내부에서 경험이 많고 인지도가 높은 대표가 필요하다는 주장이 곳곳에서 나오기 시작하자 하비스토는 이러한 강력한 후보군 중 하나로 거론되었으며, 고심 끝에 출마를 선언했다. 이후 11월 4일 전당대회에서 오우티 알랑코카힐루오토 의원을 물리치고 신임 대표로 선출되었다.

## 기타 이력
- 유럽 평화 연구소 (EIP) 이사장 (2016년 ~ )[15]

## 사생활
고등학교 입학 시험 후 헬싱키 대학에서 사회과학을 전공했으나 졸업하지는 않았다. 청년 시절 군대 현역병 대신 사회복무요원으로 복무했다.
하비스토는 공개적으로 커밍아웃한 게이이며, 현재 에콰도르 출신의 네하르 안토니오 플로레스(Nexar Antonio Flores)와 시민결합으로 살고 있다.

## 기록
2009년 핀란드 잡지 《울코폴리티카》(Ulkopolitiikka)는 그를 세계에서 5번째로 영향력이 있는 인물로 선정하였다.

## 역대 선거 결과
| 선거명      | 직책명          | 대수 | 정당     | 1차 득표율 | 1차 득표수 | 2차 득표율 | 2차 득표수  | 결과 | 당락 |
| ----------- | --------------- | ---- | -------- | ---------- | ---------- | ---------- | ----------- | ---- | ---- |
| 2012년 선거 | 핀란드의 대통령 | 12대 | 녹색동맹 | 18.76%     | 574,275표  | 37.41%     | 1,077,425표 | 2위  | 낙선 |
| 2018년 선거 | 핀란드의 대통령 | 12대 | 녹색동맹 | 12.40%     | 371,254표  |            |             | 2위  | 낙선 |
| 2024년 선거 | 핀란드의 대통령 | 13대 | 무소속   | 25.80%     | 836,712표  | 48.38%     | 1,476,634표 | 2위  | 낙선 |